# Cryptocarya amygdalina
Cryptocarya amygdalina Nees – gatunek rośliny z rodziny wawrzynowatych (Lauraceae Juss.). Występuje naturalnie w północnych Indiach (między innymi w stanie Sikkim), Nepalu, Bangladeszu, Mjanmie oraz południowych Chinach (w południowo-wschodniej części Tybetu). 

## Morfologia
PokrójZimozielone drzewo. Gałęzie są zwisające, mniej lub bardziej omszone.
LiścieNaprzemianległe. Mają kształt od eliptycznego do podłużnego. Mierzą 8–18 cm długości oraz 5–6,5 cm szerokości. Są nagie. Nasada liścia jest od ostrokątnej do rozwartej. Blaszka liściowa jest o krótko spiczastym wierzchołku. Ogonek liściowy jest owłosiony i dorasta do 6–12 mm długości.
OwoceMają elipsoidalny kształt, osiągają 2–2,5 cm długości, są nagie i mają zieloną barwę.

## Biologia i ekologia
Rośnie w wiecznie zielonych lasach. Występuje na wysokości do 1100 m n.p.m. Owoce dojrzewają w sierpniu.